# Moutonnée Point
Der Moutonnée Point ist eine markante Landspitze an der Ostküste der westantarktischen Alexander-I.-Insel. Sie liegt als Ausläufer der Ganymede Heights nordöstlich des Moutonnée Lake und ragt in den George-VI-Sund hinein.
Das UK Antarctic Place-Names Committee benannte sie 2002 in Anlehnung an die Benennung des benachbarten Sees. Dieser trägt den Namen nach dem an seinen Ufern befindlichen Rundhöckergestein (französisch Roches moutonnées).